# ワイオミア・タイアス
ワイオミア・タイアス（Wyomia Tyus、1945年8月29日 -）は、アメリカ合衆国の陸上競技選手。1964年東京オリンピック、1968年メキシコシティーオリンピックの女子100mの金メダリスト。陸上100メートルで、男女通じてオリンピック史上初となる2大会連続金メダルを達成した。

## 経歴
人種隔離政策の続いていたアメリカ南部ジョージア州で育つ。多くのオリンピック選手を輩した黒人の指導者エド・テンプルを頼り、テネシー州立大学に進学。すぐに頭角を現し、在学中の19歳のときに東京オリンピックに参加。予選で、ウィルマ・ルドルフの世界記録と同タイム(11秒2)をたたき出し、一気に優勝候補と目されるようになる。決勝では、アメリカの同僚エディス・マクガイヤとの対決に注目が集まり、10分の2秒差でマクガイヤを下し、金メダルを獲得。4×100mリレーでもポーランドに続いて銀メダルを獲得した。
翌年以降、タイアスは数多くの国内タイトルを獲得するとともに、1967年のパンアメリカンゲームズの200mでも勝利を飾っている。
彼女は1968年メキシコシティオリンピックに100mのタイトルを防衛するために戻ってきた。そして100m決勝で、11秒08の世界新記録で五輪初となる100mの連覇を達成した。彼女は200mにも出場。決勝に進出しているがこちらは6位に終わっている。さらに、4×100mリレーでもアメリカの第1走者として出場。42秒88の世界新記録で3個目の金メダルを獲得した。なお、この年はマーティン・ルーサー・キング牧師が暗殺された年であり、タイアスは抗議の意味を込めて、練習用の黒いショートパンツをはいて出場した。
タイアスは、メキシコシティオリンピック後アマチュア選手を引退しプロ選手として活躍。1973年には出場した18のレースのうち8レースで勝利する。さらに、翌年には出場したすべてのレースで勝利。プロとして22のレースに出場した。また、女性スポーツ財団の設立に参加するなど、女性のスポーツ参加の推進に尽力した。

## 実績
| 年   | 大会                   | 場所                     | 種目         | 結果 | 記録   |
| ---- | ---------------------- | ------------------------ | ------------ | ---- | ------ |
| 1964 | オリンピック           | 東京(日本)               | 100m         | 金   | 11秒4  |
| 1964 | オリンピック           | 東京(日本)               | 4×100mリレー | 銀   | 43秒9  |
| 1967 | パンアメリカンゲームズ | ウィニペグ(カナダ)       | 200m         | 金   | 23秒78 |
| 1968 | オリンピック           | メキシコシティ(メキシコ) | 100m         | 金   | 11秒0  |
| 1968 | オリンピック           | メキシコシティ(メキシコ) | 4×100mリレー | 金   | 42秒8  |